# Eleccions generals espanyoles de 1979
Les eleccions generals espanyoles de 1979 se celebraren el dijous, 1 de març de 1979. Adolfo Suárez amb el seu grup UCD aconseguia una ampla majoria, amb 47 escons de diferència respecte a la segona força política, el PSOE.

## Votació d'investidura
El divendres 30 de març de 1979 Adolfo Suárez va ser investit President del Govern amb majoria absoluta en la primera votació.

## Resultats

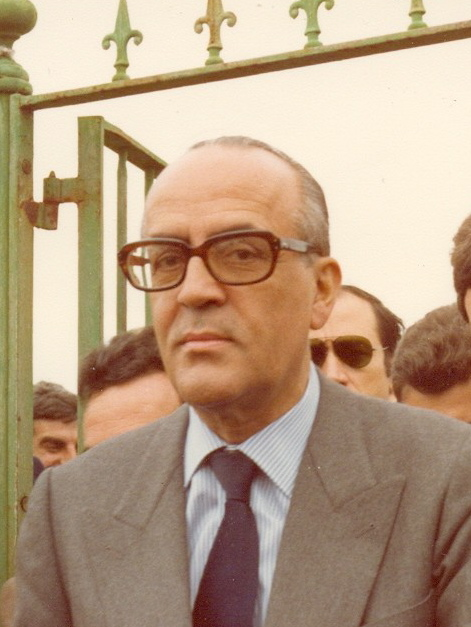
Calvo Sotelo, president de govern el 1981-1982

| ← Eleccions generals espanyoles, 1 de març de 1979 →             |           |       |        |      |
| Partit                                                           | Vots      | %     | Escons | Dif. |
| Unió de Centre Democràtic (UCD)                                  | 6.268.593 | 34,84 | 168    | +2   |
| Partit Socialista Obrer Espanyol (PSOE)                          | 5.469.813 | 30,40 | 121    | +3   |
| Partit Comunista d'Espanya (PCE)                                 | 1.938.487 | 10,77 | 23     | +4   |
| Coalició Democràtica (CD) (Ara Partit Popular)                   | 1.088.578 | 6,05  | 10     | -6   |
| Convergència i Unió (CiU)                                        | 483.353   | 2,69  | 8      | +8   |
| Partit Nacionalista Basc (PNV)                                   | 296.597   | 1,65  | 7      | -1   |
| Partit Socialista d'Andalusia - Partit Andalusista (PSA-PA)      | 325.842   | 1,81  | 5      | +5   |
| Herri Batasuna (HB)                                              | 172.110   | 0,96  | 3      | +3   |
| Unión Nacional (UN)                                              | 378.964   | 2,11  | 1      | +1   |
| Esquerra Republicana de Catalunya (ERC)                          | 123.452   | 0,69  | 1      | =    |
| Euskadiko Ezkerra (EE)                                           | 85.677    | 0,48  | 1      | =    |
| Unión del Pueblo Canario (UPC)                                   | 58.953    | 0,33  | 1      | +1   |
| Partit Aragonès Regionalista (PAR)                               | 38.042    | 0,21  | 1      | +1   |
| Partit del Treball d'Espanya (PTE)                               | 192.798   | 1,07  |        |      |
| PSOE-històric                                                    | 133.869   | 0,74  |        |      |
| Organització Revolucionària dels Treballadors (ORT)              | 127.517   | 0,71  |        |      |
| Moviment Comunista – Organització d'Esquerra Comunista (MCE-OIC) | 84.856    | 0,47  |        |      |
| Bloc Nacional-Popular Gallec (BN-PG)                             | 60.889    | 0,34  |        |      |
| Bloc d'Esquerra d'Alliberament Nacional (BEAN)                   | 56.582    | 0,31  |        |      |
| Unidade Galega (UG)                                              | 55.555    | 0,31  |        |      |
| Izquierda Republicana (IR)                                       | 55.384    | 0,31  |        |      |
| Partit Carlí                                                     | 50.552    | 0,28  |        |      |
| Organización Comunista de España-Bandera Roja (OCE-BR)           | 47.937    | 0,27  |        |      |
| Partit Comunista dels Treballadors (PCT)                         | 47.896    | 0,27  |        |      |
| Lliga Comunista Revolucionària (LCR)                             | 55.384    | 0,31  |        |      |
| Unió Foral del País Basc                                         | 34.108    | 0,19  |        |      |
| Falange Española de las JONS Auténtica                           | 30.252    | 0,17  |        |      |
| Coalició per Aragó (CA)                                          | 19.220    | 0,11  |        |      |
| Partido Nacionalista de Castilla y León (PANCAL)                 | 16.016    | 0,09  |        |      |
| Partido Liberal (PLIB)                                           | 15.774    | 0,09  |        |      |
| Unió Regional Valenciana (URV)                                   | 15.694    | 0,09  |        |      |
| Partit Nacionalista del País Valencià (PNPV)                     | 13.828    | 0,09  |        |      |
| Unió Navarresa d'Esquerres (UNAI)                                | 10.970    | 0,06  |        |      |
| Partido Ruralista Español (PRE)                                  | 10.324    | 0,06  |        |      |
| Partido del País Canario (PPC)                                   | 10.099    | 0,05  |        |      |
| Socialistes de Mallorca i Menorca (SMM)                          | 10.022    | 0,05  |        |      |
| Estat Català                                                     | 6.328     | 0,02  |        |      |
| Conceyu Nacionalista Astur (CNA)                                 | 3.049     | 0,02  |        |      |
| Partido Independiente Pro Política Austera (PIPPA)               | 2.409     | 0,02  |        |      |

## Dades

Partits majoritaris per províncies a les eleccions generals de 1979

- Cens electoral: 26.836.490
- Votants: 68,04%
- Abstenció: 31,96%
- Vots vàlids: 98,53%
- Vots nuls: 1,47%
- Vots a candidatures: 99,68%
- Vots Blancs: 0,32%

## Diputats
Resultats de les primeres eleccions constitucionalsde 1979 a Catalunya:

### Catalunya

#### Barcelona
- Joan Reventós i Carner (PSC-PSOE)
- Josep Maria Triginer i Fernández (PSC-PSOE)
- Josep Verde i Aldea (PSC-PSOE)
- Luis Fuertes Fuertes (PSC-PSOE)
- Eduard Martín Toval (PSC-PSOE)
- Carlos Cigarrán Rodil (PSC-PSOE)
- Raimon Obiols (PSC-PSOE)
- Juli Busquets i Bragulat (PSC-PSOE)
- Marta Mata i Garriga (PSC-PSOE)
- Josep Valentín i Anton (PSC-PSOE)
- Rodolf Guerra i Fontana (PSC-PSOE)
- Francesc Ramos i Molins (PSC-PSOE)
- Francisco Parras i Collado (PSC-PSOE)
- Gregorio López Raimundo (PSUC)
- Cipriano García Sánchez (PSUC)
- Jordi Solé i Tura (PSUC)
- Juan Ramos Camarero (PSUC)
- Josep Maria Riera i Mercader (PSUC)
- Eulàlia Vintró i Castells (PSUC)
- Miquel Núñez González (PSUC)
- Carles Sentís i Anfruns (Centristes de Catalunya-UCD)
- Anton Cañellas i Balcells (Centristes de Catalunya-UCD)
- José María Mesa Parra (Centristes de Catalunya-UCD)
- Joaquim Molins i Amat (Centristes de Catalunya-UCD)
- Marcel·lí Moreta i Amat (Centristes de Catalunya-UCD)
- Manuel Torres Izquierdo (Centristes de Catalunya-UCD)
- Jordi Pujol i Soley (CiU)
- Ramon Trias i Fargas (CiU)
- Miquel Roca i Junyent (CiU)
- Llibert Cuatrecasas i Membrado (CiU)
- Macià Alavedra i Moner (CiU)
- Josep Maria Cullell i Nadal (CiU)
- Heribert Barrera i Costa (ERC)
- Antoni de Senillosa i Cros (CD)

#### Girona
- Ernest Lluch i Martín (PSC-PSOE)
- Lluís Maria de Puig i Olivé (PSC-PSOE)
- Josep Arnau i Figuerola (Centristes de Catalunya-UCD)
- Joan Botanch i Dausa (Centristes de Catalunya-UCD)
- Ramon Sala i Canadell (CiU)

#### Lleida
- Manuel de Sárraga Gómez (Centristes de Catalunya-UCD)
- Jaume Barnola i Serra (Centristes de Catalunya-UCD)
- Josep Pau i Pernau (PSC-PSOE)
- Maria Rubiés i Garrofé (CiU)

#### Tarragona
- Josep Vidal i Riembau (PSC-PSOE)
- Andrés Limón Jiménez (PSC-PSOE)
- Joan Sabater i Escudé (Centristes de Catalunya-UCD)
- Antoni Faura i Sanmartín (Centristes de Catalunya-UCD)
- Josep Solé i Barberà (PSUC)

### País Valencià

#### Alacant
- Antoni Garcia Miralles (PSPV-PSOE)
- Asunción Cruañes Molina (PSPV-PSOE)
- Angel Antonio Franco Gutiez (PSPV-PSOE)
- Antonio Torres Salvador (PSPV-PSOE)
- Luis Gamir Casares (UCD)
- Francisco Zaragoza Gomis (UCD)
- Joaquín Galant Ruiz (UCD)
- Luis Berenguer Fuster (UCD)
- Pilar Brabo Castells (PCE)

#### Castelló
- Jaime Lamo de Espinosa Michels de Champourcin (UCD)
- Enrique Monsonís Domingo (UCD)
- Benjamín Casañ Bernal (UCD)
- Vicente Antonio Sotillo Martín (PSPV-PSOE)
- Felipe Guardiola Selles (PSPV-PSOE)

#### València
- Josep Lluís Albinyana Olmos (PSPV-PSOE)
- Joan Baptista Pastor Marco (PSPV-PSOE)
- Manuel Sánchez Ayuso (PSPV-PSOE)
- Jaume Castells Ferrer (PSPV-PSOE)
- Joan Lerma Blasco (PSPV-PSOE)
- Enric Sapena Granell (PSPV-PSOE)
- Francisco Javier Sanz Fernández (PSPV-PSOE)
- Fernando Abril Martorell (UCD)
- Emilio Attard Alonso (UCD)
- Joaquim Muñoz Peirats (UCD)
- José Ramón Pin Arboledas (UCD)
- Javier Aguirre de la Hoz (UCD)
- Vicent Ruiz Monrabal (UCD)
- Antonio Palomares Vinuesa (PCE)
- Emèrit Bono i Martínez (PCE)

### Illes Balears
- Íñigo Cavero Lataillade (UCD)
- Miguel Durán Pastor (UCD)
- Santiago Rodríguez-Miranda y Gómez (UCD)
- Francesc Garí Mir (UCD)
- Fèlix Pons Irazazábal (PSOE)
- Emilio Alonso Sarmiento (PSOE)
  - Substituït per Joan Francesc Triay Llopis

### Euskadi

#### Àlaba
- José Antonio Aguiriano Forniés (PSOE)
- José Ángel Cuerda Montoya (PNV)
- José María Nasarre de Letosa Conde (UCD)
- Jesús María Viana Santa Cruz (UCD)

#### Biscaia
- Iñigo Agirre Kerexeta (PNV)
- Fernando Aristizábal Rekarte (PNV)
- Josu Elorriaga Zarandona (PNV)
- Marcos Vizcaya Retana (PNV)
- José María Benegas Haddad (PSOE)
- Nicolás Redondo Urbieta (PSOE)
- Agustín Rodríguez Sahagún (UCD)
- Julen Guimón Ugartetxea (UCD)
- Francisco Letamendía Belzunce (HB)
- Pedro María Solabarría Bilbao (HB)

#### Guipúscoa
- Xabier Arzalluz Antía (PNV)
- Andoni Monforte Arregui (PNV)
- José Antonio Maturana Plaza (PSOE)
- Enrique Múgica Herzog (PSOE)
- Marcelino Oreja Aguirre (UCD)
- Telesforo de Monzón Ortíz de Urruela (HB)
- Juan María Bandrés Molet (EE)

### Galícia

#### La Corunya
- José Luis Meilán Gil (UCD)
- Nona Inés Vilariño Salgado (UCD)
- Antonio Vázquez Guillén (UCD)
- Perfecto Yebra Martul-Ortega (UCD)
- José Manuel Piñeiro Amigo (UCD)
- Juan Quintans Seoane (UCD)
- Francisco José Vázquez Vázquez (PSOE)
- José Luis Rodríguez Pardo (PSOE)
- María Victoria Fernández-España y Fernández-Latorre (AP)

#### Lugo
- José Manuel Otero Novas (UCD)
- Julio Ulloa Vence (UCD)
- Antonio Díaz Fuentes (UCD)
- Pablo Pardo Yáñez (PSOE)
- Antonio Carro Martínez (AP)

#### Ourense
- Pío Cabanillas Gallas (UCD)
- Eulogio Gómez Franqueira (UCD)
- José Antonio Trillo Torres (UCD)
- Antonio Rodríguez Rodríguez (PSOE)
- Antonio Tejada Orenzo (AP)

#### Pontevedra
- José Antonio Gago Lorenzo (UCD)
- Luis González Seara (UCD)
- José María Pernas Martínez (UCD)
- Miguel Sanmartín Losada (UCD)
- Elena María Moreno González (UCD)
- José Vázquez Fouz (PSOE)
- Isidoro García Plaza (PSOE)
- Rafael J. Portanet Suárez (AP)

### Navarra
- Jesús Aizpún Tuero (UPN)
- Javier Moscoso del Prado y Muñoz (UCD)
- Ángel Lasunción Goñi (UCD)
- Pedro Pegenaute Garde (UCD)
- Gabriel Urralburu Tainta (PSOE)

## Senadors

### Astúries
- Enrique López González (UCD)
- Honorio Díaz Díaz (PSOE)
- Rafael Fernández Álvarez (PSOE)
- Fernando Morán López (PSOE)

### Catalunya

#### Barcelona
- Josep Benet i Morell (Per l'Entesa)
- Josep Andreu i Abelló (PSC-PSOE)
- Alexandre Cirici i Pellicer (PSC-PSOE)
- Joan Casanellas i Ibars (PSC-PSOE)

#### Girona
- Francesc Ferrer i Gironès (PSC-PSOE)
- Jaume Casademont i Perafita (CiU)
- Jaume Sobrequés i Callicó (PSC-PSOE)
- Josep Rahola i d'Espona (PSC-PSOE)

#### Lleida
- Manuel Ferrer i Profitós (Centristes de Catalunya-UCD)
- Joan Manuel Nadal i Gaya (Centristes de Catalunya-UCD)
- Alfons Porta i Vilalta (Centristes de Catalunya-UCD)
- Josep Ball i Armengol (PSC-PSOE)

#### Tarragona
- Josep Subirats i Piñana (PSC-PSOE)
- Rafael Nadal i Company (PSC-PSOE)
- Carles Martí Massagué (PSC-PSOE)
- Emilio Casals Parral (Centristes de Catalunya-UCD)

### País Valencià

#### Alacant
- Alberto Javier Pérez Farré (PSPV-PSOE)
- Arturo Lizón Giner (PSPV-PSOE)
- José Vicente Beviá Pastor (PSPV-PSOE
- Roque Calpena Giménez (UCD)

#### Castelló
- José Antonio González Monterroso (UCD)
- Manuel Cerdá Ferrer (UCD)
- Juan Bautista Ríos Martínez (UCD)
- Ernest Fenollosa Alcaide (PSOE)

#### València
- Alfons Cucó Giner (PSPV-PSOE)
- José María Ruiz Ramírez (PSPV-PSOE)
- Manuel Broseta Pont (UCD)
- José Báguena Candela (UCD)

### Illes Balears

#### Mallorca
- Jeroni Albertí Picornell (UCD)
- Josep Zaforteza Calvet (UCD)
- Gregori Mir Mayol (PSIB-PSOE)

#### Menorca
- Tirs Pons Pons (Canditatura Progressista Menorquina)

#### Eivissa-Formentera
- Abel Matutes Juan (Aliança Popular)

### Euskadi

#### Àlaba
- Juan María Ollora Otxoa de Aspuru (EAJ-PNB)
- José Ignacio Bajo Fanlo (EAJ-PNB)
- Alfredo Marco Tabar (UCD)
- Miguel Aguirre Martínez Falero (UCD)

#### Biscaia
- Julio Jáuregui Lasanta (EAJ-PNB)
- Ramón Rubial Cavia (PSOE)
- Mitxel Unzueta Uzcanga (EAJ-PNB)
- Ramón de la Sota y Zorraquín (EAJ-PNB)

#### Gipúscoa
- Miguel Castells Artetxe (Herri Batasuna)
- José Luis Iriarte Errazti (EAJ-PNB)
- Joseba Elósegui Odriozola (EAJ-PNB)
- Federico Zabala Alcíbar-Jáuregui (EAJ-PNB)

### Galícia

#### La Corunya
- José Baldomero Fernández Calviño (UCD)
- Antonio Carro Fernández-Valmayor (PSOE)
- Manuel Iglesias Corral (UCD)
- Carlos Blanco-Rajoy Martínez-Reboredo (UCD)

#### Lugo
- Francisco Cacharro Pardo (AP)
- Antonio Rosón Pérez (UCD)
- Cándido Sánchez Castiñeiras (UCD)
- José María Pardo Montero (UCD)

#### Ourense
- Celestino Peleteiro Otero (UCD)
- Celso Montero Rodríguez (PSdeG-PSOE)
- Xosé Quiroga Suárez (UCD)
- José Rodríguez Reza (UCD)

#### Pontevedra
- Daniel Casalderrey Castro (UCD)
- José García García (UCD)
- Francisco González Amadiós (PSOE)
- David Pérez Puga (UCD)

### Navarra
- Jaime Ignacio del Burgo Tajadura (UCD)
- José Luis Monge Recalde (UCD)
- José Gabriel Sarasa Miquélez (UCD)
- Víctor Manuel Arbeloa Muru (PSOE)